# Gargnäs
Gargnäs (südsamisch Draehkie, umesamisch Dráhkie) ist ein kleiner Ort (småort) in der schwedischen Gemeinde Sorsele in der Provinz Västerbottens län in der historischen Provinz (landskap) Lappland.
Gargnäs liegt inselartig zwischen vier Seen, dem Hemsjön, dem Lillträsket, dem Aspuddselet und dem Gargån, wobei nur schmale Landbrücken zum Umland bestehen. Der Ort befindet sich etwa zehn Kilometer östlich von Blattnicksele, wo Bahnanschluss an die Inlandsbahn besteht. Zum Hauptort der Gemeinde, Sorsele, sind es etwa dreißig Kilometer.
In Gargnäs befindet sich ein kleiner Flugplatz, der Garglanda genannt wird.